# Harald van der Straaten
Harald Simon van der Straaten (Den Haag, 22 oktober 1922 – aldaar, 30 december 2022) was een Nederlandse schrijver.

## Biografie
Van der Straaten werkte als wetenschappelijk medewerker aan het Rijksmuseum van Volkerenkunde in Leiden. Hij richtte het tijdschrift "Verre naasten naderbij" op in 1964. In het museumbulletin schreef hij tal van bijdragen over historische en religieuze onderwerpen. Na zijn pensionering in 1987 zette hij het schrijven voort uit nieuwsgierigheid geschreven en publiceerde 11 boeken over historische onderwerpen. 
Hij overleed eind 2022 op 100-jarige leeftijd.